# Гости от миналото (филм, 2001)
„Гости от миналото“ (на английски: Just Visiting) e американска комедия от 2001 година, римейк на „едноименния френски филм“ (Les Visiteurs, 1993).
Участват Жан Рено, Кристина Апългейт, Кристиан Клавие, Матю Рос, Тара Райд, Бриджит Уилсън-Сампрас, Малкълм Макдауъл, Брендън Фрейзър. Разказва се за средновековен рицар и неговия слуга, които попадат в 21 век, където се срещат с техни наследници.
Световна премиера: 6 април 2001, премиера в България: 26 април 2002